# Gerben Löwik
Gerben Löwik (Vriezenveen, 29 juni 1977) is een Nederlands voormalig wielrenner.

## Biografie
Gerben Löwik was een verdienstelijk amateur en werd beroepsrenner in 2000. Na twee anonieme jaren bij Farm Frites en Rabobank kwam Löwik bij het kleine Bankgiroloterij terecht. Hier bloeide hij langzaam op als specialist in zowel (kortere) meerdaagse wedstrijden als, dankzij een behoorlijke sprint, eendaagse wedstrijden. Zo won hij in 2003 de Ster Elektrotoer en het Circuit Franco-Belge, een etappe in die wedstrijd en ook één in de Ronde van Duitsland. Een jaar later verhuisde hij met de kern van zijn ploeg naar het Belgische Chocolade Jacques. Hoewel door een val tijdens Parijs-Roubaix het klassieke voorseizoen verloren ging, behaalde hij toch diverse ereplaatsen in eendaagse wedstrijden, zoals een derde plaats in Kuurne-Brussel-Kuurne en een vijfde in de HEW Cyclassics. Ook won Löwik de Ronde van het Waalse Gewest.
Met ingang van 2005 is Löwik weer terug bij Rabobank. Ook nu ging zijn voorseizoen wegens een blessure verloren, maar hij werd desondanks geselecteerd voor zijn eerste Ronde van Frankrijk, waar hij echter vanwege een 'derde bal' na twee weken moest opgeven.
Ook in 2006 kende Löwik weer een start van het seizoen met pech. Dankzij een aantal valpartijen miste hij het hele voorjaar. Zijn najaar was daarentegen veel sterker. Hij was een paar keer dicht bij winst en wist ook zijn ploegmaats een paar keer aan de winst te helpen. Als kroon op het werk mocht naar het WK, waar hij samen met Michael Boogerd en Karsten Kroon behoorde tot de drie beste Nederlanders.
Het jaar 2007 moest voor Löwik dan eindelijk de ommekeer gaan worden. Met een contractverlenging van twee jaar op zak moest hij zich nu toch echt gaan bewijzen. Desondanks stapelden de valpartijen zich weer op en werd ook 2007 een tegenvallend jaar voor de Tukker. In 2008 moet het dan toch echt gaan gebeuren. Löwik begon met een aantal top 10 noteringen in het voorjaar, maar in de E3 Prijs Vlaanderen sloeg het noodlot wederom toe. Bij een val in het begin van de koers blesseerde hij zijn pols.

### Laatste jaren
Na zijn jaren bij Rabobank leek de wielerloopbaan van Löwik voorbij, tot eind 2008 dan toch het verlossende woord kwam en hij een contract mocht tekenen bij de nieuwe Nederlandse ploeg Vacansoleil. Bij deze ploeg reed Löwik weer eens een goed seizoen met onder andere goede klasseringen in Parijs-Tours en de Ronde van Piëmont.
In 2010 rijdt Löwik weer in de hoogste divisie van het profwielrennen rond, en wel voor het Belgische ProTour Team van Omega Pharma-Lotto. Op 30 juni maakte Löwik bekend te stoppen als profwielrenner om in de voetsporen treden van vader Harrie, eigenaar van Löwik Meubelen in Vriezenveen.

## Belangrijkste overwinningen en ereplaatsen
1998
- Dr Footsrace
- Arjaan de Schipper trofee - ZLM Tour
- Zuid Friesland
- etappe Ronde van Saksen

1999
- Rund um Straelen
- etappe Ronde van Saksen
- Euregio Rhein Maas
- OZ Benedenmaas

2003
- Vilvoorde
- 2e etappe Ronde van Duitsland
- Eindklassement Ster Elektrotoer
- 1e etappe Circuit Franco-Belge
- Eindklassement Circuit Franco-Belge

2004
- Eindklassement Ronde van het Waalse Gewest

2009
- 9de in Eschborn-Frankfurt
- 11de in Post Danmark Rundt
- 8ste in GP Jef Scherens
- 10de in GP Wallonië
- 8ste in GP d'Isbergues
- 7de in Parijs-Tours
- 8ste in Ronde van Piëmont

## Resultaten in voornaamste wedstrijden
| Jaar | Ronde van Italië | Ronde van Frankrijk | Ronde van Spanje |
| ---- | ---------------- | ------------------- | ---------------- |
| 2000 |                  |                     | 117e             |
| 2001 |                  |                     |                  |
| 2002 |                  |                     |                  |
| 2003 |                  |                     |                  |
| 2004 |                  |                     |                  |
| 2005 |                  | opgave              |                  |
| 2006 |                  |                     |                  |
| 2007 |                  |                     |                  |
| 2008 | 116e             |                     |                  |
| 2009 |                  |                     |                  |
| 2010 |                  |                     |                  |

| Jaar | Milaan-San Remo | Gent-Wevelgem | Ronde van Vlaanderen | Parijs-Roubaix | Amstel Gold Race | Luik-Bast.‑Luik | Ronde van Lombardije | Parijs-Brussel | Parijs-Tours | Eschborn-Frankfurt |  | WK op de weg |
| ---- | --------------- | ------------- | -------------------- | -------------- | ---------------- | --------------- | -------------------- | -------------- | ------------ | ------------------ |  | ------------ |
| 2000 |                 |               |                      |                |                  |                 |                      |                |              |                    |  |              |
| 2001 |                 | 72e           |                      | 44e            |                  |                 |                      | 15e            |              |                    |  |              |
| 2002 |                 | 21e           |                      |                |                  |                 |                      |                |              |                    |  |              |
| 2003 |                 |               | opgave               |                | 72e              |                 |                      |                |              | 8e                 |  | 26e          |
| 2004 |                 |               | opgave               | opgave         | opgave           |                 |                      |                | 146e         |                    |  | opgave       |
| 2005 | opgave          |               | opgave               |                |                  | opgave          |                      |                |              |                    |  |              |
| 2006 |                 |               |                      |                |                  |                 | 22e                  |                |              |                    |  | 20e          |
| 2007 |                 |               |                      |                |                  |                 |                      | 133e           | 72e          |                    |  |              |
| 2008 |                 |               |                      |                |                  |                 |                      | 28e            | 174e         |                    |  |              |
| 2009 |                 |               | 21e                  | opgave         |                  | opgave          | 101e                 | 38e            | 7e           | 9e                 |  |              |
| 2010 |                 | 112e          |                      |                | opgave           |                 |                      | 38e            | 43e          |                    |  |              |